# 掛川渚
掛川 渚（かけがわ なぎさ、1997年11月17日）は、日本の女性声優。長野県出身。身長144.6cm。血液型はA型。かつてはクロコダイルに所属していた。

## 経歴
2016年9月に在学中の代々木アニメーション学院がプロデュースするアイドルグループ「YOANI1年C組」の初期メンバーとして活動を開始。2018年1月に「YOANI1年C組」を卒業。
2018年4月より声優事務所クロコダイルに預かりとして、2019年1月より準所属として所属しており、2020年4月より正所属となる。2023年5月末をもって退所し、フリーで活動を継続する。

## 人物
キャッチフレーズは「うさぎの国から来た永遠の12歳」。ニックネームは「なぎ」「なぎちゃん」。
好きなものはピンクとうさぎ。「YOANI1年C組」在籍時の担当カラーはベビーピンク（薄いピンク）だった。
趣味はお絵描き、裁縫。競技かるたB級弐段を所持している。
バトスピエクストリームゲームのガーディアンのライバルとして第97回より誕生した新チーム『エイジス』のメンバー。

## 出演
太字はメインキャラクター。

### テレビアニメ
- キラッとプリ☆チャン（2018年 - 2020年、赤白クローバー）
- 邪神ちゃんドロップキック シリーズ（2020年 - 2022年、ウサギ、少年） - 2シリーズ[一覧 1]
- D4DJ First Mix（2020年、女生徒）
- 恋と呼ぶには気持ち悪い（2021年、女子A）
- 理系が恋に落ちたので証明してみた。r=1-sinθ（2022年）
- 惑星のさみだれ（2022年、クー＝リッター[7]、エンデ）

### 劇場アニメ
- 映画コラショの海底わくわく大冒険!（2019年）[8]

### ゲーム
- ヴァイタルギア（2018年、ピリス[9]）
- アビス・ホライズン（2019年、基隆[10]）
- アルカラスト（2019年、シャナイア）
- VENUS SCRAMBLE（2020年、セレ）
- 少女廻戦 時空恋姫の万華境界へ（2021年、程普[11]、張昭[11]、陳宮）
- 逆転オセロニア（2023年、アズハール）
- モンスターストライク（2023年、藻之花[12]）

### ドラマCD
- 本気!アニラブ　第13期テーマソングCD「ラジオドラマ『gacha-pinkの放課後ドキドキパニック！』」
- 本気!アニラブ　第14期テーマソングCD「ラジオドラマ『gacha-pinkの放課後ドキドキパニックⅡ』」

### 吹き替え

#### 映画
- ドント･スリープ 蘇る悪夢（英語版）（2019年）[13]

#### アニメ
- サッカー水滸伝〜決戦！宋江vs高俅 炎の神州カップ編〜（2017年、皇后[14]）

### 配信番組
- A&Gサタデーライブ！（2018年12月8日、文化放送1階「サテライトプラス」）[15]
- アニラブ・オールスター2018（2018年12月30日、文化放送メディアプラスホール）[16]
- バトスピ エクストリームゲーム（2019年、「エイジス」メンバー[17]）

### ラジオ
※はインターネット配信。
- アニラブ!ガチャガチャ（2018年 - 2019年、超!A&G+※）[18]

### 舞台
- マジすか学園 〜Lost In The SuperMarket〜（2016年、アンサンブル出演[19]）
- 舞台版「ハコオンナ」（2017年、漆原千里[20]）

## ディスコグラフィ
| 発売日        | 商品名                         | 歌                                       | 楽曲                     | 備考                                        |
| ------------- | ------------------------------ | ---------------------------------------- | ------------------------ | ------------------------------------------- |
| 2018年12月8日 | 〜本気!アニラブ主題歌〜 第13弾 | gacha-pink（岩淵桃音、掛川渚、若松来海） | 「恋の予習はいらないよ」 | アニラブ！ガチャガチャ（第4期）テーマソング |

### シリーズ一覧
1. ↑  第2期『'』（2020年）、第3期『X』（2022年）